# Francisco Cervelli
Francisco Cervelli (Valencia, 6 marzo 1986) è un ex giocatore di baseball venezuelano naturalizzato italiano di ruolo ricevitore, campione delle World Series nel 2009 con i New York Yankees della Major League Baseball.

## Biografia
Cervelli è nato nel paese sudamericano dalla venezuelana Damelis e dall'italiano Emanuele, che emigrò all'età di 11 anni con la famiglia da Bitonto nella città metropolitana di Bari. Come quasi tutti i bimbi nati in Venezuela, iniziò a praticare baseball in età infantile. Nel 2020 ha lasciato l'attività da giocatore, poi ha iniziato a svolgere il suo ruolo da dirigente in FIBS.

## Carriera

### Inizi e Minor League (MiLB)

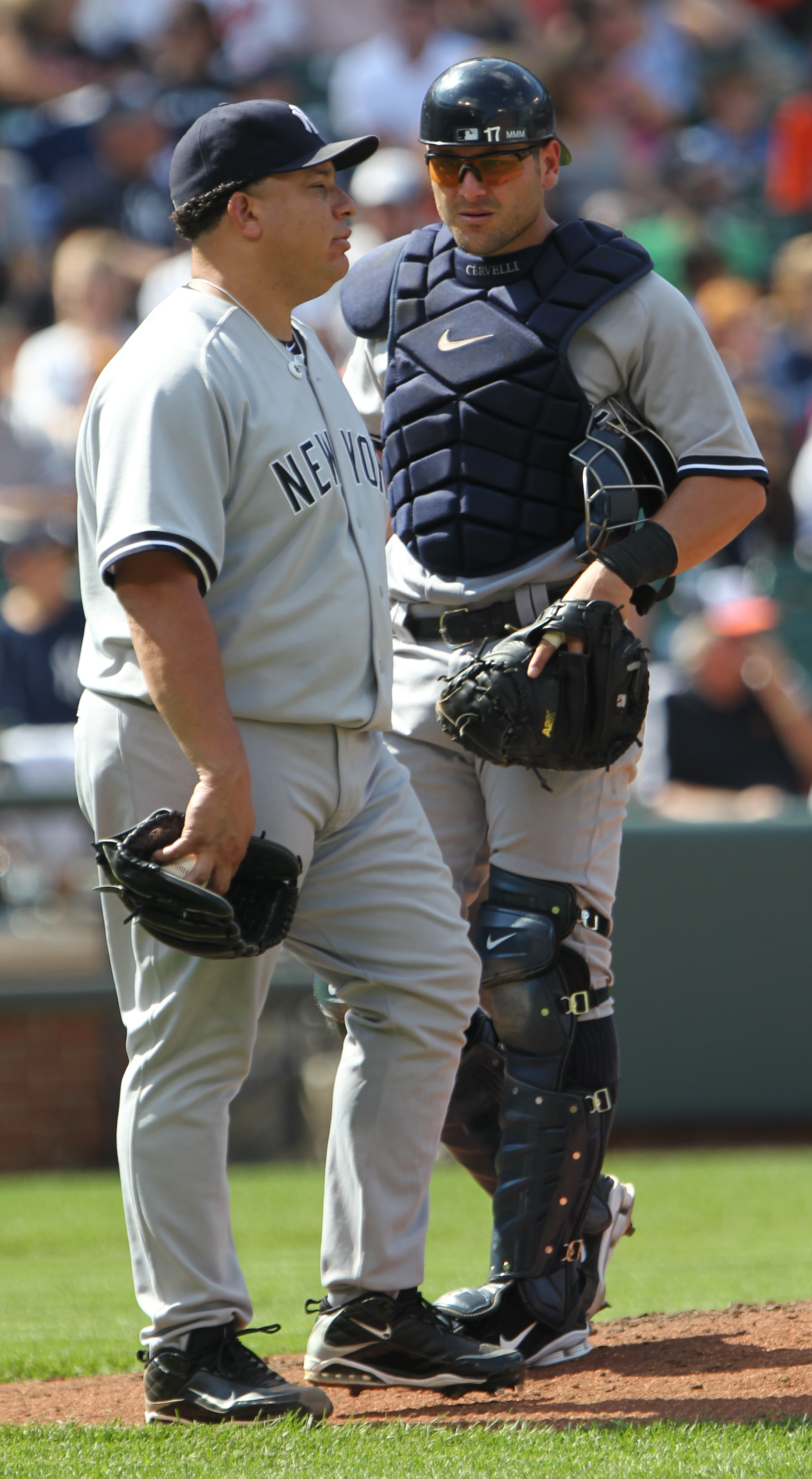
Cervelli in tenuta da ricevitore assieme a Bartolo Colón nel 2011

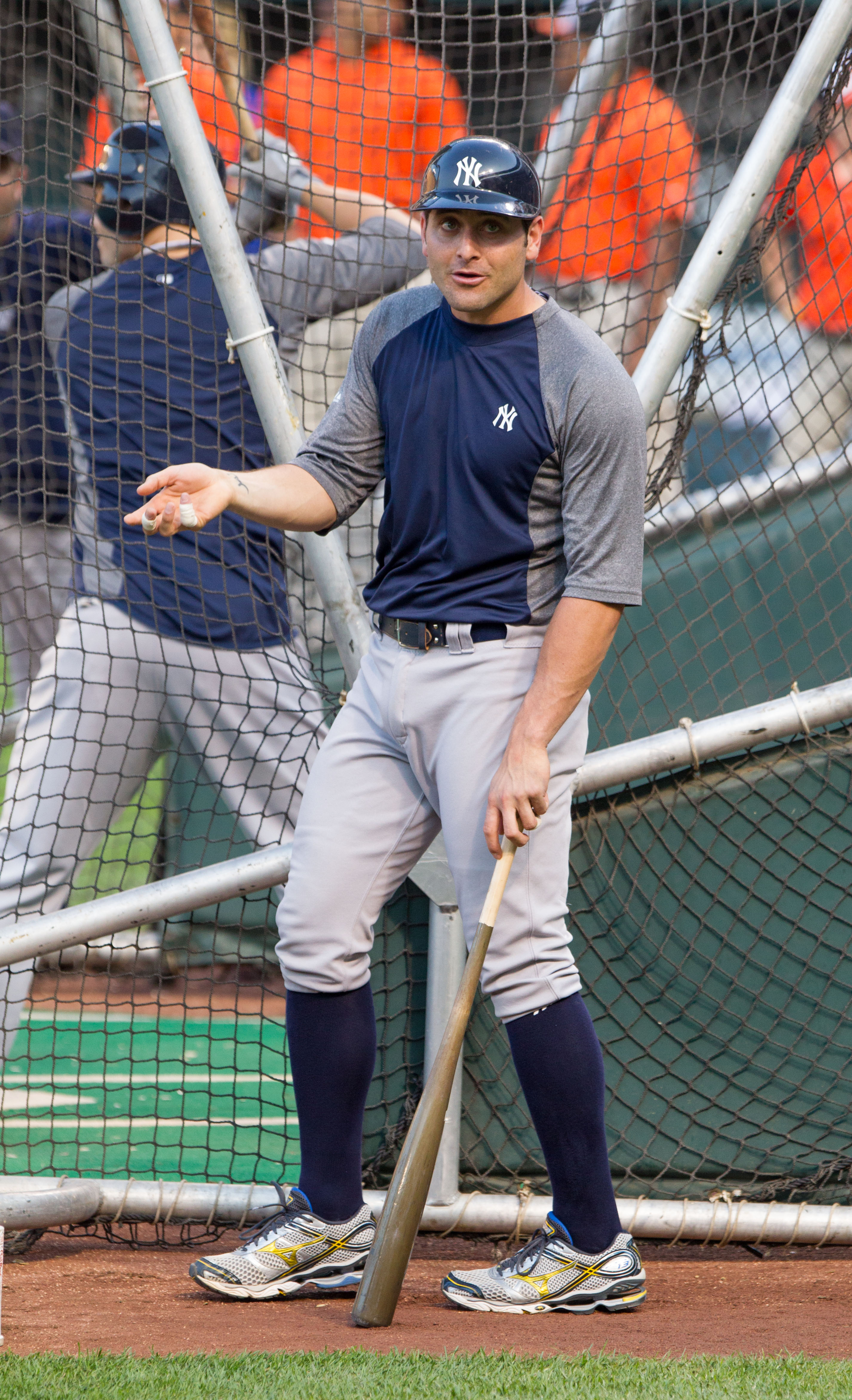
Cervelli con gli Yankees nel 2012

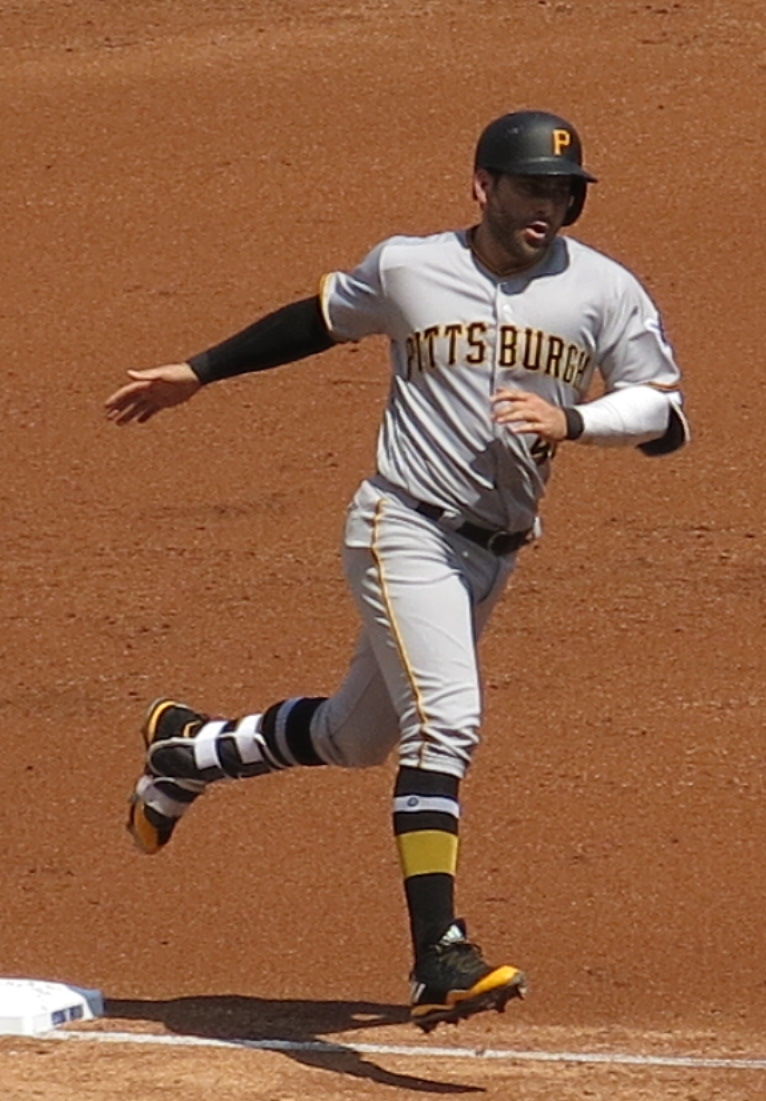
Cervelli con i Pirates nel 2017

Ha iniziato a praticare il baseball in Venezuela, ricoprendo i ruoli di seconda base, interbase e lanciatore e attaccando come switch hitter, salvo poi specializzarsi negli Stati Uniti come ricevitore, battendo solo di destro.
È stato selezionato dai New York Yankees nel draft internazionale del 2003 e ha giocato in Rookie League e nelle leghe minori con le franchigie affiliate alla squadra newyorchese: Staten Island (A-), Tampa (A+), Trenton (AA), Scranton/Wilkes-Barre (AAA). Ha giocato anche nella lega invernale venezuelana con le casacche di Lara e Magallanes.

### Major League (MLB)
Ha debuttato in MLB il 18 settembre 2008, allo Yankee Stadium di New York contro i Chicago White Sox, nell'incontro poi vinto 9-2. È rimasto nella Grande Mela per 7 stagioni, giocando 250 incontri, con .278 come media battuta, 191 valide, 10 fuoricampo e 92 punti battuti a casa.
Il 12 novembre 2014 è stato ceduto ai Pittsburgh Pirates, in cambio del lanciatore Justin Wilson. A Pittsburgh trova maggior continuità e vede incrementare notevolmente le proprie statistiche.
Il 22 agosto 2019, i Pirates svincolarono Cervelli. Il 24 agosto firmò con gli Atlanta Braves. Divenne free agent a fine stagione.
Il 9 gennaio 2020, Cervelli firmò un contratto valido un anno dal valore di 2 milioni di dollari con i Miami Marlins. Il 22 agosto, Cervelli venne inserito nella lista degli infortunati concludendo di fatto la stagione, in seguito a una commozione cerebrale, la settima nella sua carriera in MLB. Concluse la stagione 2020 con 16 partite disputate e annunciando il suo ritiro dal baseball professionistico al termine della stagione regolare.

### Nazionale
Grazie al passaporto italiano ha disputato l'edizione 2009 e l'edizione 2017 del World Baseball Classic con la maglia azzurra.

## Palmarès
- World Series: 1

New York Yankees: 2009